# Steensma
Steensma is een bekend Fries geslacht. Tot de telgen behoren onder meer:
- Carel Steensma (1912-2006), Fries verzetsstrijder
- Sergeant 1ste klasse Dave Steensma (1967-2004).
- Pier Steensma (1879-1931), fotograaf
- Pier Steensma (1890-1969), Fries oudheidkundige en kunstenaar